# San Jose (Batangas)
San Jose is een gemeente in de Filipijnse provincie Batangas op het eiland Luzon. Bij de laatste census in 2010 telde de gemeente bijna 69 duizend inwoners.

## Geografie

### Bestuurlijke indeling
San Jose is onderverdeeld in de volgende 33 barangays:
| - Aguila - Anus - Aya - Bagong Pook - Balagtasin - Balagtasin I - Banaybanay I - Banaybanay II - Bigain South - Bigain I - Bigain II | - Calansayan - Dagatan - Don Luis - Galamay-Amo - Lalayat - Lapolapo I - Lapolapo II - Lepute - Lumil - Natunuan - Palanca | - Pinagtung-Ulan - Poblacion Barangay I - Poblacion Barangay II - Poblacion Barangay III - Poblacion Barangay IV - Sabang - Salaban - Santo Cristo - Mojon-Tampoy - Taysan - Tugtug |

## Demografie
San Jose had bij de census van 2010 een inwoneraantal van 68.517 mensen. Dit waren 7.210 mensen (11,8%) meer dan bij de vorige census van 2007. Ten opzichte van de census van 2000 was het aantal inwoners gegroeid met 16.552 mensen (31,9%). De gemiddelde jaarlijkse groei in die periode kwam daarmee uit op 2,80%, hetgeen hoger was dan het landelijk jaarlijks gemiddelde over deze periode (1,90%).
De bevolkingsdichtheid van San Jose was ten tijde van de laatste census, met 68.517 inwoners op 53,29 km², 1285,7 mensen per km².
Agoncillo · Alitagtag · Balayan · Balete · Batangas City · Bauan · Calaca · Calatagan · Cuenca · Ibaan · Laurel · Lemery · Lian · Lipa · Lobo · Mabini · Malvar · Mataasnakahoy · Nasugbu · Padre Garcia · Rosario · San Jose · San Juan · San Luis · San Nicolas · San Pascual · Santa Teresita · Santo Tomas · Taal · Talisay · Tanauan · Taysan · Tingloy · Tuy